# Famille Koháry
Koháry de Csábrágh et Szitnya  (csábrághi és szitnyai herceg és gróf Koháry en hongrois) est le patronyme d'une famille de magnats hongrois traditionnellement en faveur des Habsbourg. Leurs domaines se situaient autour de Csábrág et Szitnya  (aujourd’hui Čabraď et Sitno), et au manoir de Svätý Anton en Slovaquie.

## Histoire
En 1815, le chef de la Maison de Kohary, Ferenc Jozsef (1760-1826), alors chancelier impérial d’Autriche, reçoit un titre princier. N’ayant qu’une fille, Maria Antónia (1797-1862), de son mariage avec la comtesse Maria Antonia de Waldstein-Wartenberg, Ferenc-Jozsef obtient que celle-ci soit proclamée  « héritière du nom familial » (fíúsított). Par conséquent, lorsque celle-ci épouse le prince Ferdinand de Saxe-Cobourg-Saalfeld en 1815, ce dernier prend le nom de Saxe-Cobourg-Saalfeld-Kohary.
De cette branche de la Maison de Saxe-Cobourg sont issues les familles royales de Portugal (1853-1932) et de Bulgarie (depuis 1878).
Le roi Simeon II de Bulgarie étant devenu le chef de cette branche, l'a cédé a sa sœur, la princesse Marie Louise de Bulgarie.

## Membres notables
- Péter Koháry (1564–1629), officier, diplomate, il est élevé au titre de baron en 1616 par l'empereur Matthias Ier.
- baron István Koháry (1616-1666), comte-suprême (fõispán) de Hont, lieutenant-général (altábornagy) sous Léopold Ier du Saint-Empire, gouverneur de district. Fils du précédent.
- baron István Koháry (1649–1731). Poète, politicien et général Labanc - au service des Habsbourg - il combat les Ottomans et les Kuruc et en sera récompensé par le titre de comte en 1685 par Léopold Ier.
- baron Farkas Koháry (1650-1704), comte-suprême de Hont, officier, baron, il est élevé en même temps que son frère au titre de comte en 1685.
- baron István Koháry (1649-1731), juge, chef militaire, homme politique et poète. Élevé au titre de comte en 1685.
- comte András József Koháry (1694-1757), général de cavalerie, főispán, important propriétaire. Fils de Farkas Koháry (1650-1704).
- comte Miklós Koháry (1721-1769), lieutenant-général, főispán de Hont.
- comte Ignác József Anton Franz Xaver Koháry (1726–1777), comte-suprême (fõispán) de Hont.
- comte János III Koháry (1733-1800), metteur en scène de la cour impériale et royale, voyageur.
- comte Ferenc József, 1er prince Koháry (1760-1826), chancelier impérial. Fils du précédent.